# Герхард (Юлих-Берг)
Герхард фон Юлих-Берг (на немски: Gerhard von Jülich-Berg, * ок. 1416/1417; † 19 август 1475 в замък Люлсдорф, Нидеркасел) е от 1428 г. граф на Равенсберг и от 1437 г. херцог на Юлих и Берг.

## Биография
Той е син на граф Вилхелм фон Равенсберг (1382 – 1428) и на Аделхайд фон Текленбург († 1428). След смъртта на баща му през 1428 г. той го наследява в Графство Равенсберг. Като наследник на чичо му Адолф фон Юлих-Берг той поема през 1437 г. също управлението на Херцогствата Юлих и Берг.
В битката при Линих на 3 ноември 1444 г. Герхард побеждава Арнолд фон Егмонд, херцогът на Гелдерн. Той се отказва от претенции за наследство и ги продава на херцога на Бургундия, с което дългата Втора Гелдернска наследствена война се прекратява. От благодарност той основава Орден на Св. Хуберт.
Малко след раждането на син му Вилхелм през 1455 г. Герхард се разболява душевно. Неговата съпруга София фон Саксония-Лауенбург поема регентството.
Герхард умира през 1475 г. и е погребан в катедралата на Алтенберг.

## Фамилия и деца
През 1444 г. Герхард се жени за София фон Саксония-Лауенбург (1428 – 1473), дъщеря на херцог Бернхард II и Аделхайд от Померания-Щолп. Те имат децата:
- Вилхелм (1455 – 1511), последва баща си като херцог на Юлих-Берг
- Адолф (1458 – 1470)
- Герхард (умира малък)
- Анна, омъжена за Йохан III, граф на Мьорс и Сарверден († 1507)